# Ждрело
Ждрелото (на английски и френски език: gorge) е вид проломна форма на релефа, характерна с относително малките си размери и изключителна теснина.
Всъщност това е ерозионна долина или част от долина, образувана от разрушителната сила на река. Подобно на пролома, ждрелото се създава в планински район през коренни скали. Те не се отличават с ронлив и мек характер, ето защо ерозията не се разпространява (както е например при каньона). За разлика от пролома обаче страните на долината са отвесни, а дъното ѝ е толкова широко, колкото е и речното корито.
Ждрелата не са подходящи да прокарване на пътища или железопътни линии, а когато това трябва да се направи, се налага вкопаване в скалите под формата на сводове и тунели. Те обаче са туристическа атракция за много хора по света, защото се отличават с изумителна красота. Три от ждрелата в България са включени в 100-те национални туристически обекта: Триградското и Буйновското в Родопите и ждрелото на река Ерма в Краище (Трънско ждрело). Освен това в България се намира и Тъжанското ждрело, а в Сърбия пак на Ерма - Погановското ждрело.

## Примери
- Ждрелото на река Вердон във Франция, наричано "Европейски Гранд Каньон";[3]
- Партнахклам над Гармиш Партенкирхен, Баварски Алпи, Германия;
- Ждрелото на остров Викос, Гърция;
- Каньон дел Колка, Перу;
- Итамбезиньо, Бразилия;
- Ждрелото на скачащия тигър, Китай;
- Винтгар, Словения.[4]